# Frankie Andreu
Frankie Andreu (* 26. September 1966 in Dearborn, Michigan) ist ein ehemaliger US-amerikanischer Radrennfahrer, späterer Radsportkommentator und Sportdirektor von Radsportteams.

## Karriere als Radrennfahrer

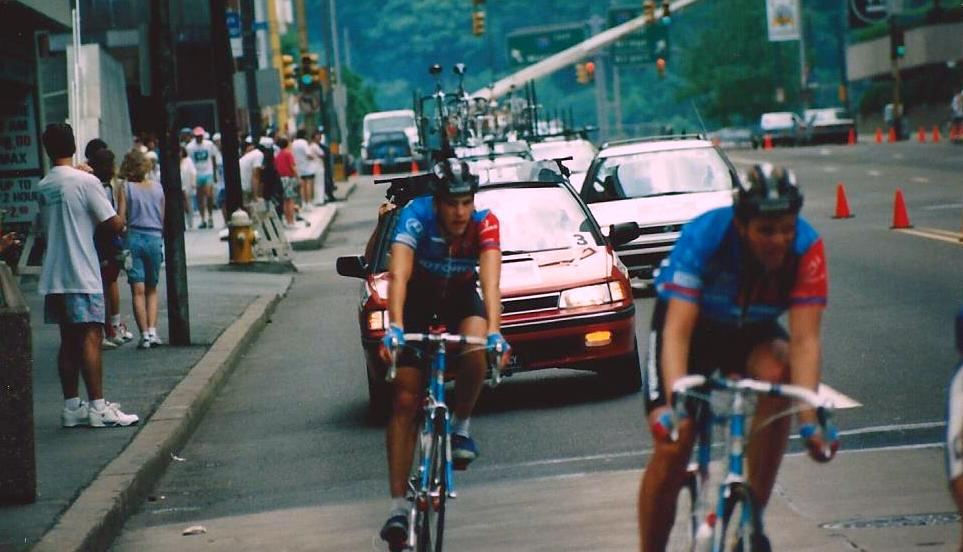
Andreu (links) mit Ron Kiefel bei der Thrift Drug Classic 1991

Frankie Andreu begann seine Radsportkarriere als Bahnradsportler. Er gewann die Einerverfolgung bei den US-Meisterschaften der Junioren 1984. Im Jahr 1985 siegte er bei den Amateuren im Madison und belegte jeweils Rang zwei im Punktefahren und in der Mannschaftsverfolgung. Im Jahr darauf wurde er mit Steve Hegg, Dave Lettieri und Leonard Nitz US-Meister in der Mannschaftsverfolgung. Andreu qualifizierte sich für die Olympischen Spiele 1988 in Seoul und belegte dort Rang acht im Punktefahren.
Andreu konzentrierte sich danach auf den Straßenradsport und unterzeichnete 1989 einen Vertrag beim Profiradsportteam 7-Eleven, für welches er im Jahr 1990 mit dem Giro d’Italia seine erste große Landesrundfahrt bestritt und auf Platz 136 beendete. Er nahm von 1992 bis 2000 an jeder Ausgabe der Tour de France teil und beendete das Rennen bei jeder seiner neun Teilnahmen. Sein bestes Ergebnis bei der Tour de France war ein zweiter Platz auf dem Massensprint der 18. Etappe der Tour de France 1993 hinter Dschamolidin Abduschaparov, an der er als Mitglied des Motorola-Teams zusammen mit dem jungen Lance Armstrong teilnahm. Andreu fuhr vor allem als Helfer, der insbesondere Armstrong bei seinen ersten beiden Tour-de-France-Siegen 1999 und 2000 unterstützte.
Seinen bedeutendsten individuellen Erfolg erzielte Andreu als Vierter des olympischen Straßenrennens 1996 in Atlanta.

## Armstrong-Affäre und Dopinggeständnis
Andreu und seine Frau Betsy bezeugten in einem Anfang 2006 abgeschlossenen Rechtsstreit zwischen Armstrong und dem texanischen Unternehmen SCA Promotions über einen 5-Millionen-Dollar-Bonus, dass Lance Armstrong im Jahr 1996 im Rahmen seiner Krebsbehandlung seinen Ärzten in ihrer Anwesenheit Doping mit EPO, Wachstumshormonen und Steroiden eingeräumt habe. Armstrong bestritt die Bekundung unter Eid. Die Andreus traten mit ihrer Behauptung erst an die Medien, nachdem die Gerichtsunterlagen bereits veröffentlicht waren, bestätigten dann aber den Inhalt. Noch vor der Urteilsverkündung des Gerichts einigten sich die Parteien: SCA Promotions zahlte an Armstrong und dem Teambetreiber Tailwind Sports 7,5 Millionen US-Dollar für den Bonus, Zinsen und Prozesskosten. Die weitere Prozessführung sei aussichtslos gewesen, so SCA-Chef Robert Hamman, weil der Weltradsportverband UCI Armstrong weiter als Tour-Sieger führe.
Im September 2006 gestand Andreu in einem Interview mit der New York Times, dass er in der Vorbereitung zur Tour de France 1999, die er als Helfer für den späteren Sieger Lance Armstrong bestritt, EPO einnahm. Andreu sagte, dass er 1995 in den Dopinggebrauch eingewiesen wurde, als er für das Motorola-Team fuhr.

## Nach der Rennfahrer-Karriere
Nach seiner aktiven Radsportkarriere war Andreu zunächst als Radsportkommentator im Fernsehen tätig.
Im Jahr 2006 wurde Andreu als Sportdirektor beim Toyota-United Pro Cycling Team, wurde jedoch am 25. Juli 2006 ohne Angaben von Gründen gekündigt. Es wird angenommen, dass diese Kündigung im Hinblick auf die zu dieser Zeit laufende Dopingkontroverse um Andreu erfolgte.
Im Folgejahr wurde Andreu Sportdirektor des Rock-Racing-Teams, verließ das Team jedoch im Januar 2008 aufgrund Differenzen mit Teameigner Michael Ball. Insbesondere war er unzufrieden damit, dass Fahrerverpflichtungen ohne seine Konsultation erfolgten. Mehrere dieser Fahrer waren wie Tyler Hamilton, Santiago Botero, Oscar Sevilla und Mario Cipollini, in Dopinguntersuchungen involviert. Andreu erklärte auch, dass er die "win or you're fired"-Mentalität ("gewinne oder du bist gefeuert") des Teameigners ablehne.
2008 arbeitete Andreu mit dem Frauenradsportteam Proman. Im Jahr 2009 wurde er Sportlicher Leiter von Kenda-5-Hour Energy Cycling Team, einem US-amerikanischen Continental Team und blieb dort bis zum Ablauf der Saison 2014. Er beendete diese Tätigkeit, um wieder im Medienbereich zu arbeiten.

## Erfolge
1985
- US-Meister Madison

1986
- US-Meister Mannschaftsverfolgung

1990
- zwei Etappen International Cycling Classic

1994
- eine Etappe Polen-Rundfahrt
- Gesamtwertung und zwei Etappen West Virginia Classic

1995
- eine Etappe West Virginia Classic

1997
- eine Etappe Mi-Août Bretonne ("Prix de la Mi-août")

1998
- Lancaster Classic
- eine Etappe Tour du Luxembourg

## Grand-Tour-Platzierungen
| Grand Tour            | 1990 | 1991 | 1992 | 1993 | 1994 | 1995 | 1996 | 1997 | 1998 | 1999 | 2000 |
| --------------------- | ---- | ---- | ---- | ---- | ---- | ---- | ---- | ---- | ---- | ---- | ---- |
| Giro d’ItaliaGiro     | 136  | –    | –    | –    | –    | –    | –    | –    | –    | –    | –    |
| Tour de FranceTour    | –    | –    | 110  | 89   | 89   | 82   | 111  | 79   | 58   | 65   | 110  |
| Vuelta a EspañaVuelta | –    | –    | –    | –    | –    | –    | –    | –    | –    | 88   | –    |

## Teams
Radrennfahrer
- 1989–1990 7 Eleven
- 1991–1996 Motorola
- 1997 Cofidis
- 1998–2000 US Postal Service

Sportlicher Leiter
- 2006 Toyota-United Pro Cycling Team
- 2007 Rock Racing
- 2008 Proman
- 2009–2014 Kenda-5-Hour Energy Cycling Team